# Predsednik Državnega zbora Republike Slovenije
Predsednik Državnega zbora Republike Slovenije predstavlja državni zbor in vodi njegovo delo. Po protokolu je drugi najpomembnejši človek v državi, takoj za predsednikom države.

## Ustava Republike Slovenije
Delo in dolžnosti predsednika Državnega zbora so primarno določene z Ustavo Republike Slovenije. Predsednik državnega zbora je omenjen v 4 členih:
- 84. člen - (...) Državni zbor ima predsednika, ki ga izvoli z večino glasov vseh poslancev. (..)
- 85. člen - (...) Redne in izredne seje sklicuje predsednik državnega zbora; izredno sejo mora sklicati, če to zahteva najmanj četrtina poslancev državnega zbora ali predsednik republike. (...)
- 103. člen - (...) Volitve za predsednika republike razpiše predsednik državnega zbora. (...)
- 106. člen - (...) V primeru trajnega zadržka, smrti, odstopa ali drugega prenehanja predsednikove funkcije do izvolitve novega predsednika funkcijo predsednika republike začasno opravlja predsednik državnega zbora. V tem primeru je treba razpisati volitve za novega predsednika republike najkasneje v 15 dneh po prenehanju funkcije prejšnjega. Predsednik državnega zbora začasno opravlja funkcijo predsednika republike tudi med zadržanostjo predsednika republike. (...)

## Pristojnosti
Predsednik predstavlja Državni zbor in vodi njegovo delo:
- sklicuje in vodi seje,
- podpisuje zakone in druge akte, ki jih sprejme Državni zbor,
- skrbi za uresničevanje razmerij z Državnim svetom,
- skrbi za sodelovanje s predsednikom republike, vlado, drugimi državnimi organi, predstavniškimi organi drugih držav, mednarodnimi parlamentarnimi in drugimi organizacijami,
- skrbi za izvajanje poslovnika,
- dodeljuje zadeve v obravnavo delovnim telesom,
- odloča o sporih glede pristojnosti med delovnimi telesi,
- odloča o službenih poteh poslancev v tujino, če za takšno odločitev ni pristojno nobeno delovno telo,
- opravlja druge naloge v skladu z ustavo, z zakonom in poslovnikom Državnega zbora.

(vir: Uradna stran DZ RS)

## Predsedniki
| #   |  | Slika | Ime                     | Začetek            | Konec              | Stranka                             | Mandat    |
| --- |  | ----- | ----------------------- | ------------------ | ------------------ | ----------------------------------- | --------- |
| 1.  |  |       | France Bučar            | 9. maj 1990        | 23. december 1992  | SDZ                                 | Skupščina |
| 2.  |  |       | Herman Rigelnik         | 23. december 1992  | 14. september 1994 | LDS                                 | 1.        |
| -   |  |       | Miroslav Mozetič v. d.  | 14. september 1994 | 16. september 1994 | SKD                                 | 1.        |
| 3.  |  |       | Jožef Školč             | 16. september 1994 | 28. november 1996  | LDS                                 | 1.        |
| 4.  |  |       | Janez Podobnik          | 3. december 1996   | 27. oktober 2000   | SLS, SLS+SKD                        | 2.        |
| 5.  |  |       | Borut Pahor             | 10. november 2000  | 9. julij 2004      | SD                                  | 3.        |
| -   |  |       | Valentin Pohorec v. d.  | 9. julij 2004      | 12. julij 2004     | DeSUS                               | 3.        |
| 6.  |  |       | Franc Horvat            | 12. julij 2004     | 22. oktober 2004   | SD                                  | 3.        |
| 7.  |  |       | France Cukjati          | 22. oktober 2004   | 15. oktober 2008   | SDS                                 | 4.        |
| 8.  |  |       | Pavel Gantar            | 15. oktober 2008   | 2. september 2011  | Zares                               | 5.        |
| -   |  |       | Vasja Klavora v. d.     | 2. september 2011  | 2. september 2011  | DeSUS                               | 5.        |
| 9.  |  |       | Ljubo Germič            | 2. september 2011  | 21. december 2011  | LDS                                 | 5.        |
| 10. |  |       | Gregor Virant           | 21. december 2011  | 28. januar 2013    | Državljanska lista Gregorja Viranta | 6.        |
| -   |  |       | Jakob Presečnik v. d.   | 28. januar 2013    | 27. februar 2013   | SLS                                 | 6.        |
| 11. |  |       | Janko Veber             | 27. februar 2013   | 1. avgust 2014     | SD                                  | 6.        |
| 12. |  |       | Milan Brglez            | 1. avgust 2014     | 22. junij 2018     | SMC                                 | 7.        |
| 13. |  |       | Matej Tonin             | 22. junij 2018     | 23. avgust 2018    | NSi                                 | 8.        |
| -   |  |       | Tina Heferle v. d.      | 23. avgust 2018    | 23. avgust 2018    | LMŠ                                 | 8.        |
| 14. |  |       | Dejan Židan             | 23. avgust 2018    | 3. marec 2020      | SD                                  | 8.        |
| -   |  |       | Branko Simonovič v. d.  | 3. marec 2020      | 5. marec 2020      | DeSUS                               | 8.        |
| 15. |  |       | Igor Zorčič             | 5. marec 2020      | 13. maj 2022       | SMC kasneje nepovezan               | 8.        |
| 16. |  |       | Urška Klakočar Zupančič | 13. maj 2022       |                    | Gibanje Svoboda                     | 9.        |